# Temple protestant de Clermont-Ferrand
Le temple protestant de Clermont-Ferrand est un lieu de culte inauguré en 1966 et situé 11 rue Marmontel à Clermont-Ferrand. L'Église réformée de la Résurrection est membre de l'Église protestante unie de France.

## Histoire

### Sous l'Ancien régime
À la Renaissance, la Réforme protestante peine à s'implanter en Auvergne. En 1537, à Clermont-Ferrand, un livre suspect subit l'autodafé. La ville d'Issoire, à 30 km au sud de Clermont, subit les persécutions catholiques. En 1547, le protestant Jean Bruguière y est brûlé vif. Jusqu'en 1549, des Auvergnats trouvent refuge à Genève, auprès de Jean Calvin. Durant les guerres de Religion, la ville est une place forte catholique. Elle est prise le 15 octobre 1575, par les troupes du capitaine Matthieu Merle. Reprise en juin 1577 par l'armée royale du duc d'Anjou, elle est pillée et ravagée.
En 1589, après l'assassinat d'Henri III par un fanatique catholique, le chef du parti protestant Henri IV hérite de la couronne de France. À Riom, le gouverneur, Jean-Louis de La Rochefoucauld, comte de Randan et membre de la Ligue catholique refuse de se soumettre. Clermont prête serment à Henri IV, et est déclarée capitale de l'Auvergne. Issoire, tenue par la Ligue, est prise par l'armée royale commandés par Jacques de Villelume-Barmontet le 17 février 1590. Le 13 mars 1590, les armées royales sont victorieuses à la bataille de la montagne du Cros Rolland. En 1603, un temple protestant est construit à Maringues.

### Depuis la Révolution
La liberté de culte est rétablie avec l'article 10 de la Déclaration des droits de l'homme et du citoyen de 1789. En 1792, 31 protestants sont recensés à Clermont. En octobre 1827, le ministère de l’Intérieur et la mairie de Clermont autorisent l’exercice du culte. En 1829, un premier temple est ouvert rue Sidoine-Apollinaire.
Le temple protestant de Royat, ville thermale, est construit en 1904. Il est rattaché à la paroisse de Clermont.
Pendant la Seconde Guerre mondiale, Clermont-Ferrant accueille faculté de théologie protestante de Strasbourg. En 1961, l'architecte Jean Marconnet, de Nancy, remporte le concours d'architecte pour la construction d'un nouveau temple. La première pierre est posée le 18 mars 1962. Il est inauguré en 1966.
Pendant vingt ans, jusqu’en 1977, le pasteur de la paroisse est Alphonse Maillot. Il est suivi du pasteur Marcel Manoël de 1977 à 1988 - qui est président du conseil national de l'Église réformée de France de 2001 à 2010. De 1992 à 2000, le pasteur est Stephen Backman, suivi de 2001 à 2009 par Alain Massini, passionné de dialogue avec le judaïsme, président de la commission « Chrétiens et juifs » de la Fédération protestante de France de 1996 à 2008 et lauréat du Prix de l’Amitié judéo-chrétienne de France en 2011,. En 2011, le pasteur est Patrick Aublet, aumônier des prisons et prieur de la Fraternité spirituelle des veilleurs à partir de 2023,. En juillet 2019, est installé Sébastien Gengembre.
La paroisse est engagée dans l’œcuménisme, et héberge un centre de La Cimade.

## Architecture
L'architecte du temple est Jean Marconnet. Le bâtiment est en béton brut, dans style brutaliste épuré inspiré de Le Corbusier. Il est coiffé d'une flèche creuse de vingt mètres de haut, laissant entrer la lumière sur la chaire et la table de communion. La voûte en béton est de type paraboloïde hyperbolique, un voile de 5 à 7 centimètres d'épaisseur qui repose sur 4 points et évoque une tente,.
Les neuf fresques sur isorel du parvis, ainsi que les vitraux de la nef, sont des œuvres du docteur Jean Cheynel, cardiologue de Royat passionné de peinture.